# Tom Selleck
Thomas William Selleck (sinh ngày 29 tháng 1 năm 1945 tại Detroit, Michigan) là một diễn viên, người viết kịch bản và nhà sản xuất phim người Mỹ nổi tiếng với những giải thưởng như Emmy Award và Quả Cầu Vàng. Anh được biết đến với vai diễn trong bộ phim truyền hình dài tập Magnum P.I.. Thomas cũng tham gia đóng nhiều phim điện ảnh và đã tham gia đóng vai Dr. Richard Burke trong Những người bạn.